# Prima guardia
Prima Guardia è un brano della rockband italiana Litfiba. È il terzo ed ultimo singolo estratto, nel 1993, dall'album "Terremoto".
Come si evince chiaramente dal testo, e come gli stessi Litfiba hanno dichiarato in più occasioni (per esempio, al Concerto del Primo Maggio 1993) il brano è una canzone di protesta contro il servizio militare e le varie guerre che venivano combattute in quegli anni, soprattutto quella serbo-bosniaca.

Il testo mostra i sentimenti di un ragazzo costretto alla leva 
e contrario al militarismo

## Tracce
- Prima Guardia (Remix)
- Linea d'ombra[1]
- Prima Guardia (Radio Edit)

## Formazione
- Piero Pelù - voce
- Ghigo Renzulli - chitarre
- Roberto Terzani - basso
- Antonio Aiazzi - tastiere
- Franco Caforio - batteria
- Federico Poggipollini - chitarra ritmica